# Denise Perrier
Denise Perrier Lanfranchi (n. 13 februarie 1935, Ambérieu, Ain, Franța) este un fost fotomodel francez. Ea a câștigat în 1953 titlul Miss World fiind până în prezent (2011) singura frațuzoaică care a câștigat acest titlu.

## Biografie
Eleva de 18 ani dintr-un internat francez dorea de fapt să devină arheologă. La concursul de frumusețe din octombrie 1953, care a avut loc într-un liceu din Londra, câștigă titlul Miss World în fața a 14 candidate, ea fiind urmată de Alexandra Ladikou din Grecia și Marina Papaelia din Egipt. Perrier a încasat premiul de 1400 de dolari. În același câștigă titlul Miss Universe, compatrioata ei Christiane Martel care este de asemenea singura candidată franceză care a câștigat acest titlu. Denise Perrier lucrează ca actriță și fotomodel, ea poate fi văzută în filme ca James-Bond alături de Sean Connery. Ulterior lucrează ca publicistă sau organizează expoziții de artă. Ea este căsătorită cu Perrier Lanfranchi și are un fiu.

## Filmografie
- 1967: Toutes folles de lui
- 1968: Drei Meilen vor Marseille)
- 1969:  (Le bourgeois gentil mec)
- 1971: (Diamonds Are Forever)